# Église Saint-Charles-de-Blois d'Auray
 (juin 2024).
L'église Saint-Charles-de-Blois d'Auray est une église catholique située à Auray, dans le Morbihan (France).

## Localisation

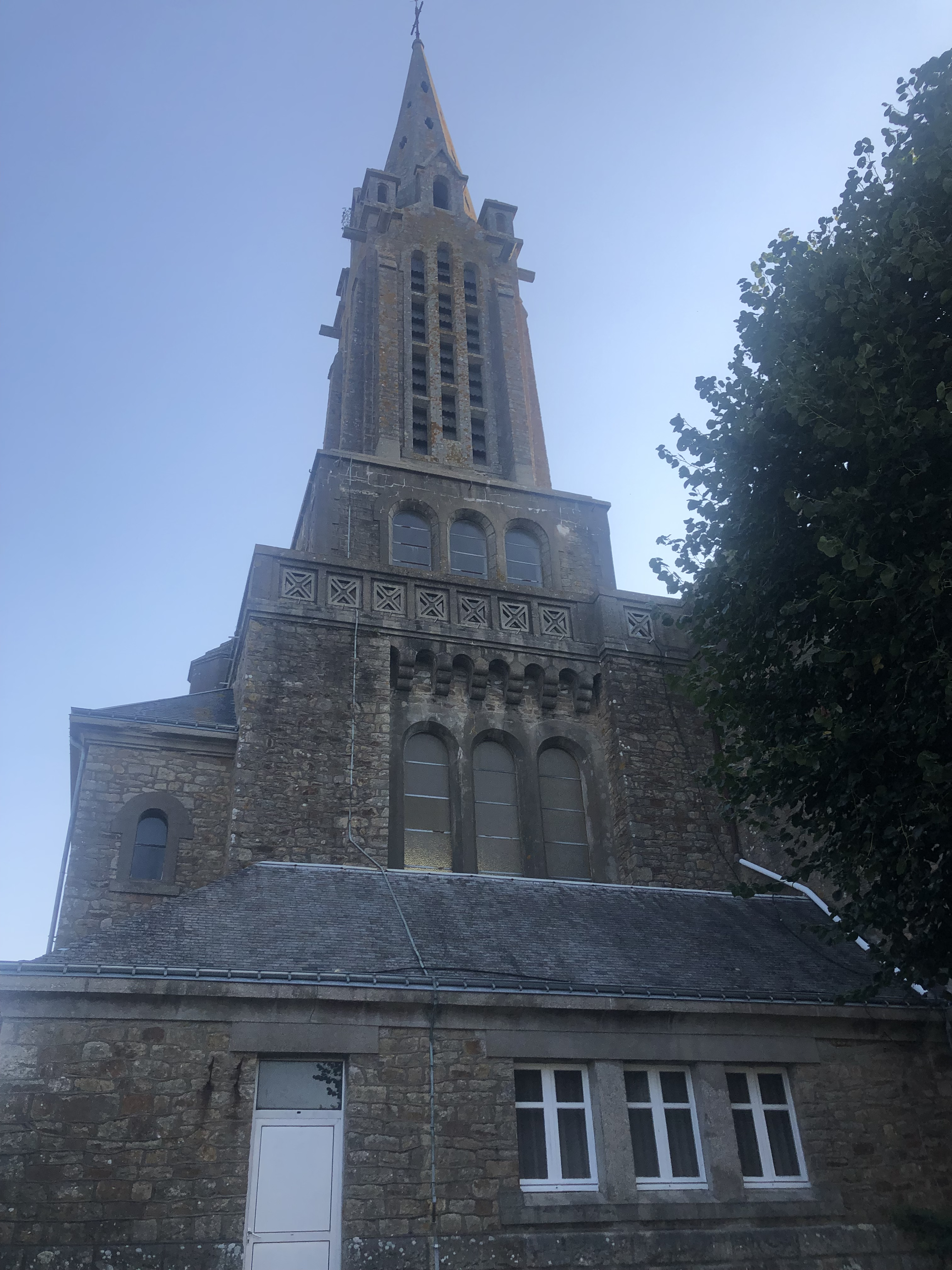
Clocher de l'église Charles de Blois à Auray

L'église est située place Léon-Chevassu,, dans le quartier de la gare à Auray (Morbihan).

## Dédicataire
L'église Saint-Charles-de-Blois est placée sous le patronage de Charles de Blois (né en 1319 à Blois et mort le 29 septembre 1364 à Auray). Fils de Guy Ier de Châtillon, comte de Blois, et de Marguerite de Valois, sœur de Philippe de Valois, il fut baron de Mayenne, seigneur de Guise et, par mariage, comte baillistre de Penthièvre et duc baillistre de Bretagne. Il a été béatifié en 1904 et sa fête est le 29 septembre en général, mais le 12 octobre en Bretagne. 

## Histoire
Pour faire face à l'augmentation de la population du quartier, desservi par la gare, Léon Chevassu, recteur, demande au début du XXe siècle la construction d'une nouvelle église. S'appuyant sur des souscriptions privées, l'église est bâtie en 1930 d'après les plans tracés par l'architecte départemental Guy Caubert de Cléry. Elle est consacrée en 1939.

## Architecture

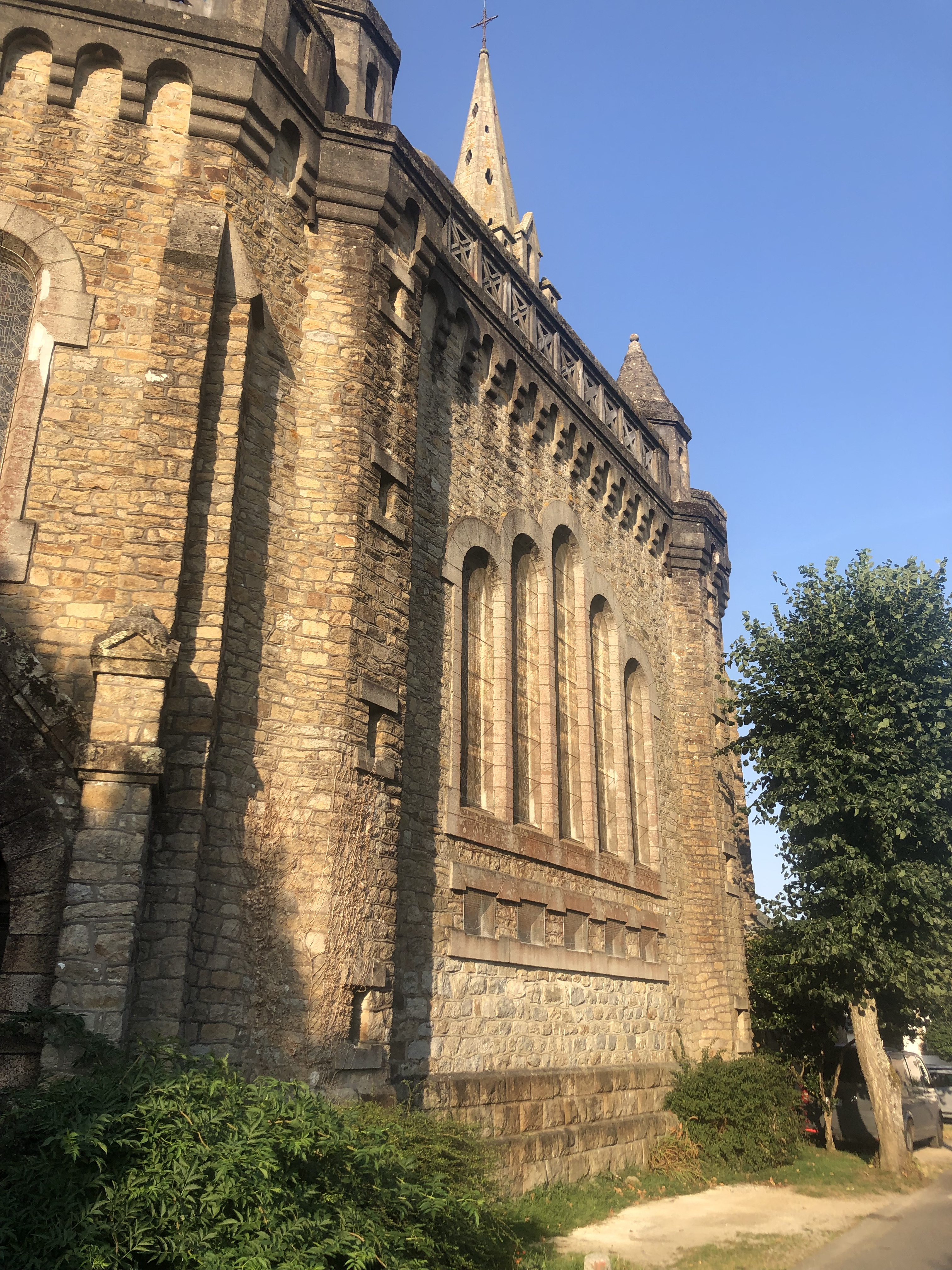
église Charles de Blois à Auray

L'édifice est construit en granite, béton et moellons selon le style Art déco de l'époque. Le clocher, accolé à l'ouest, est toutefois de type cornouaillais,. Bâti suivant un plan centré,, il ne comporte qu'un seul vaisseau,.
La façade présente un pignon à bandes lombardes. Sous une rosace monumentale, s'ouvre le portail en plein cintre.

## Mobilier
- Tableau : Le Christ de pitié et le vœu de Louis XIII[4]
- Croix (crucifix) : Christ en croix[5]
- Sept verrières à personnages : scènes de la vie et de la Passion du Christ, sainte Anne, sainte Anne et la Vierge, saint Louis, saint Michel terrassant le dragon[6]